# Szent arkangyalok fatemplom (Bréb)
A brébi Szent arkangyalok fatemplom műemlékké nyilvánított épület Romániában, Máramaros megyében. A romániai műemlékek jegyzékében az  MM-II-a-A-04529 sorszámon szerepel.